# Jardin botanique de l'Université de Fribourg
Le Jardin botanique de l'Université de Fribourg a été créé en 1937, sous l'impulsion du professeur Alfred Ursprung, afin de disposer de matériel pour l'enseignement de la botanique aux étudiants en médecine et pharmacie. C'est le plus jeune des 4 jardins botaniques universitaires de Suisse. Dans ses premières années, il est resté fermé au public, et sa collection de plantes se limitait à des plantes médicinales, aquatiques, un jardin alpin et des espaces destinés à l'étude de la systématique végétale.
Depuis son ouverture au public en 1948, son champ d'action s'est élargi : en plus de ses missions initiales de recherche et de formation universitaires, il est progressivement devenu un pont entre l'Université et le grand public, assurant à la fois la vulgarisation des connaissances sur les plantes et la biodiversité, et la sauvegarde de plantes indigènes menacées, au niveau cantonal et national.

## Histoire
Depuis sa création en 1937, une succession de transformations ont amené le jardin botanique à son état actuel, où il s'étend sur une surface de 1.8 ha, à une altitude de 650 m, à la sortie du Boulevard de Pérolles, en ville de Fribourg. Riche d'une collection de plus de 5 000 plantes, il a fortement développé le secteur dédié à la systématique végétale, dont la reconstruction complète a été inaugurée le 22 juin 2017, marquant la fin d'un processus de plusieurs années de transformations commencées en 1939 et qui le verront se doter d'une serre tropicale (1939), d'une serre tempérée, froide et expérimentale (1963), puis d'une orangerie (1997/98) et enfin d'une serre pour les plantes utilitaires tropicales (2007).Des phases d'aménagements du terrain, commencées en 1963 permettront les créations d'une collection de géophytes, d'un haut-marais et d'un bas marais, d'un secteur dédié aux plantes protégées et d'une petite roseraie. En 1983 sont créés des bacs pour la multiplication des herbacées, puis, en 1988, la garrigue valaisanne.

## Plan et secteurs
C'est un petit jardin, d'une superficie accessible de 1.8 ha, situé à une altitude de 650 m, dont les collections de plantes (environ 5 000 espèces) sont organisées en 21 secteurs thématiques, organisés autour d'un secteur principal, le secteur Système, qui répertorie, dans une centaine de familles, environ 1600 espèces cultivées ou sauvages, indigènes ou des régions tempérées. La flore des Préalpes y est aussi bien représentée. Le jardin dispose également d'un verger de variétés locales.

Vues générales du jardin botanique de Fribourg
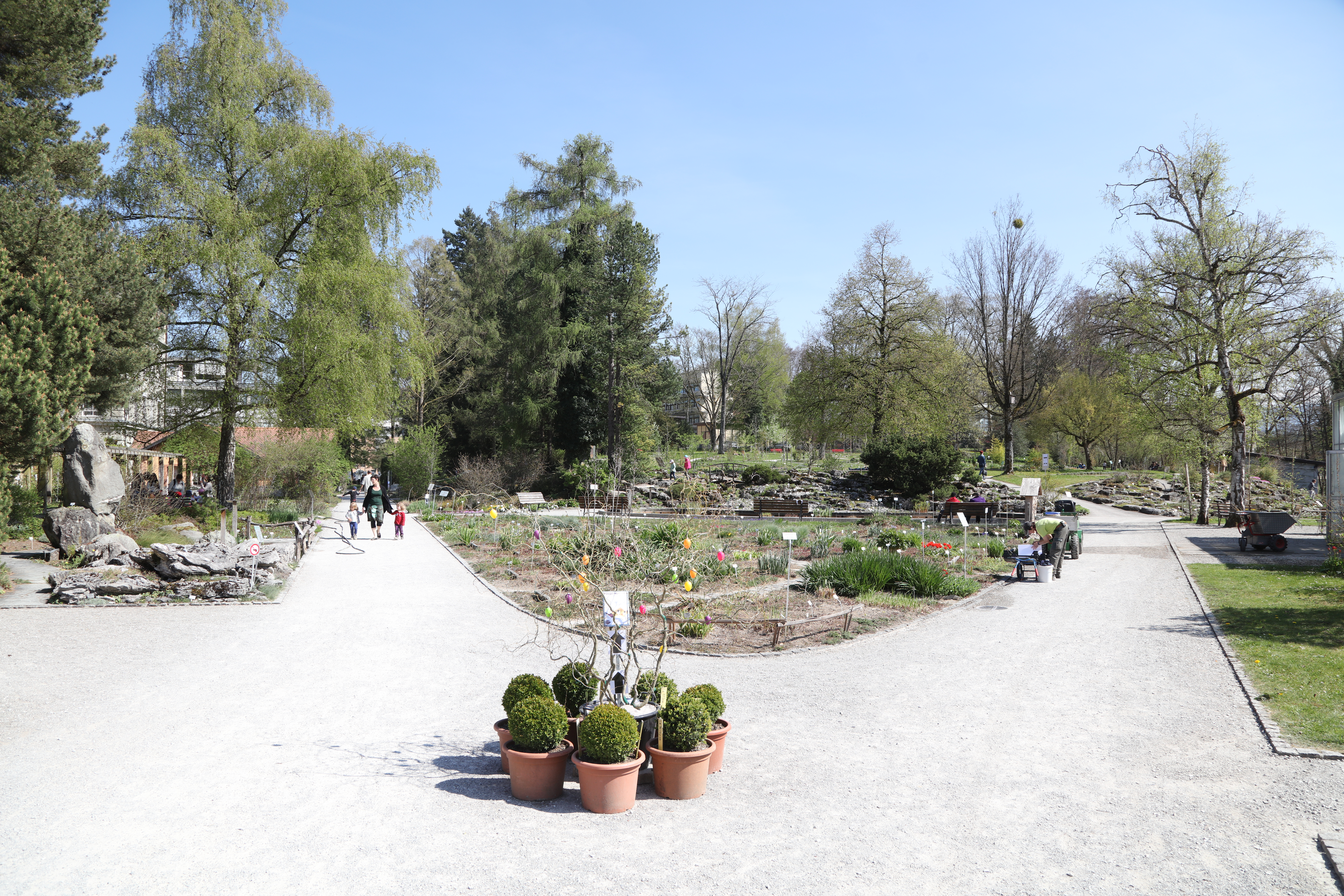
Vue générale
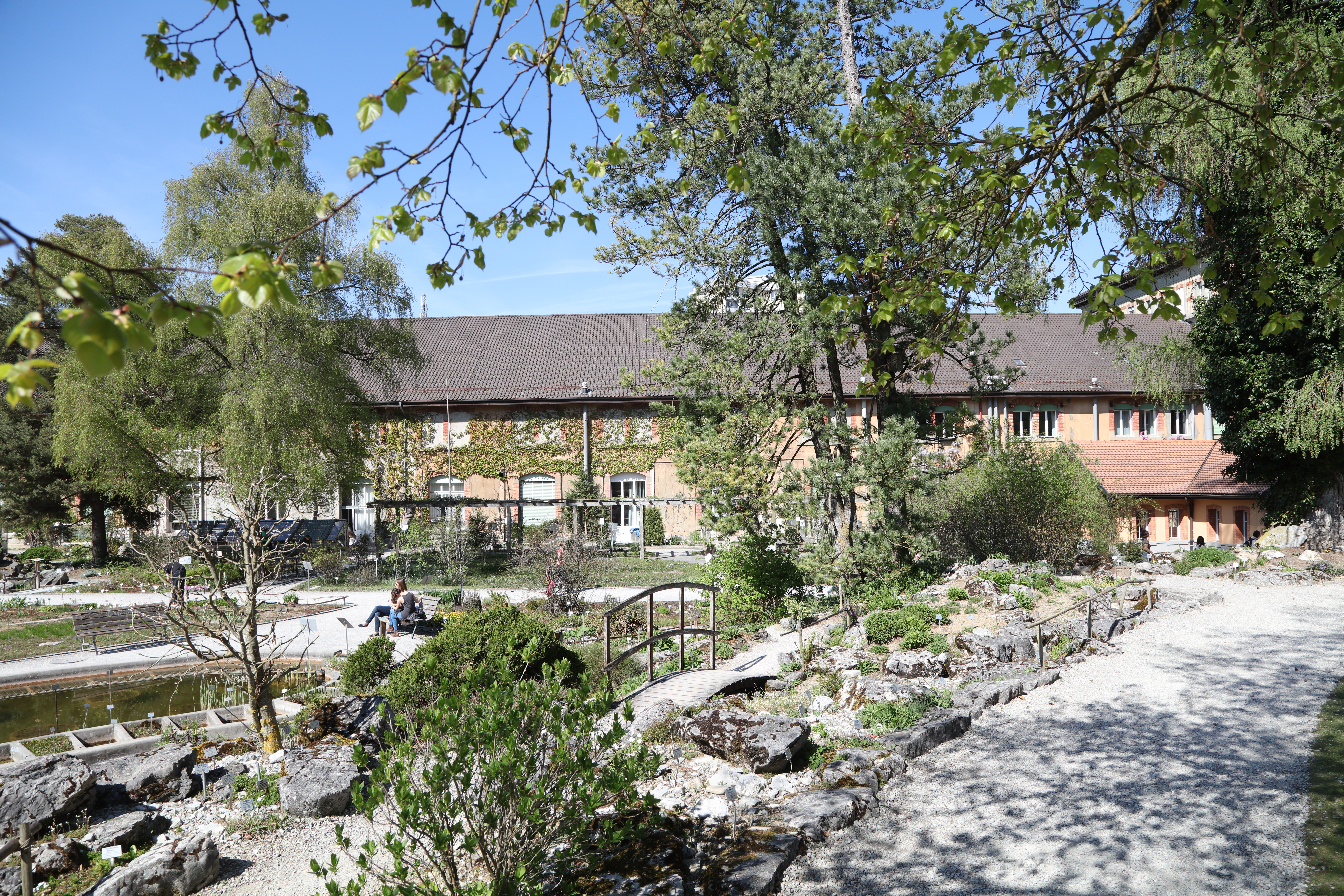
Vue générale
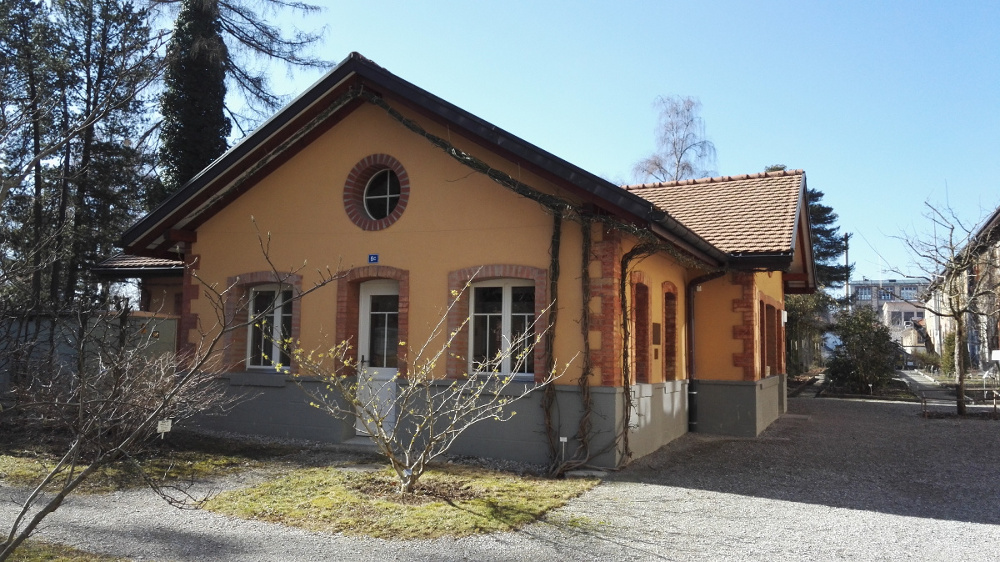
Pavillon vert Lieu de réunion pour cours et activités
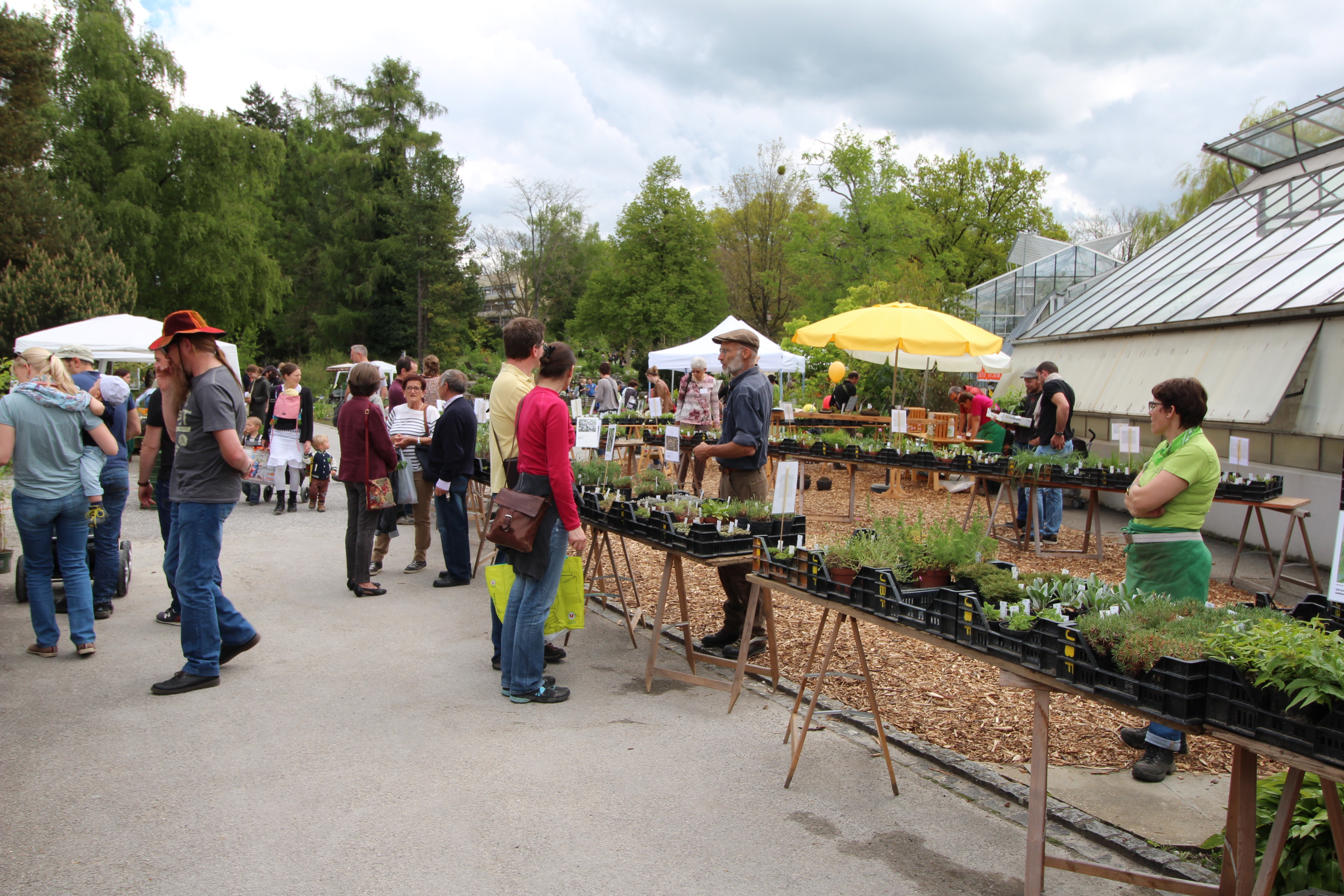
Marché de printemps 2017

## Réalisations particulières

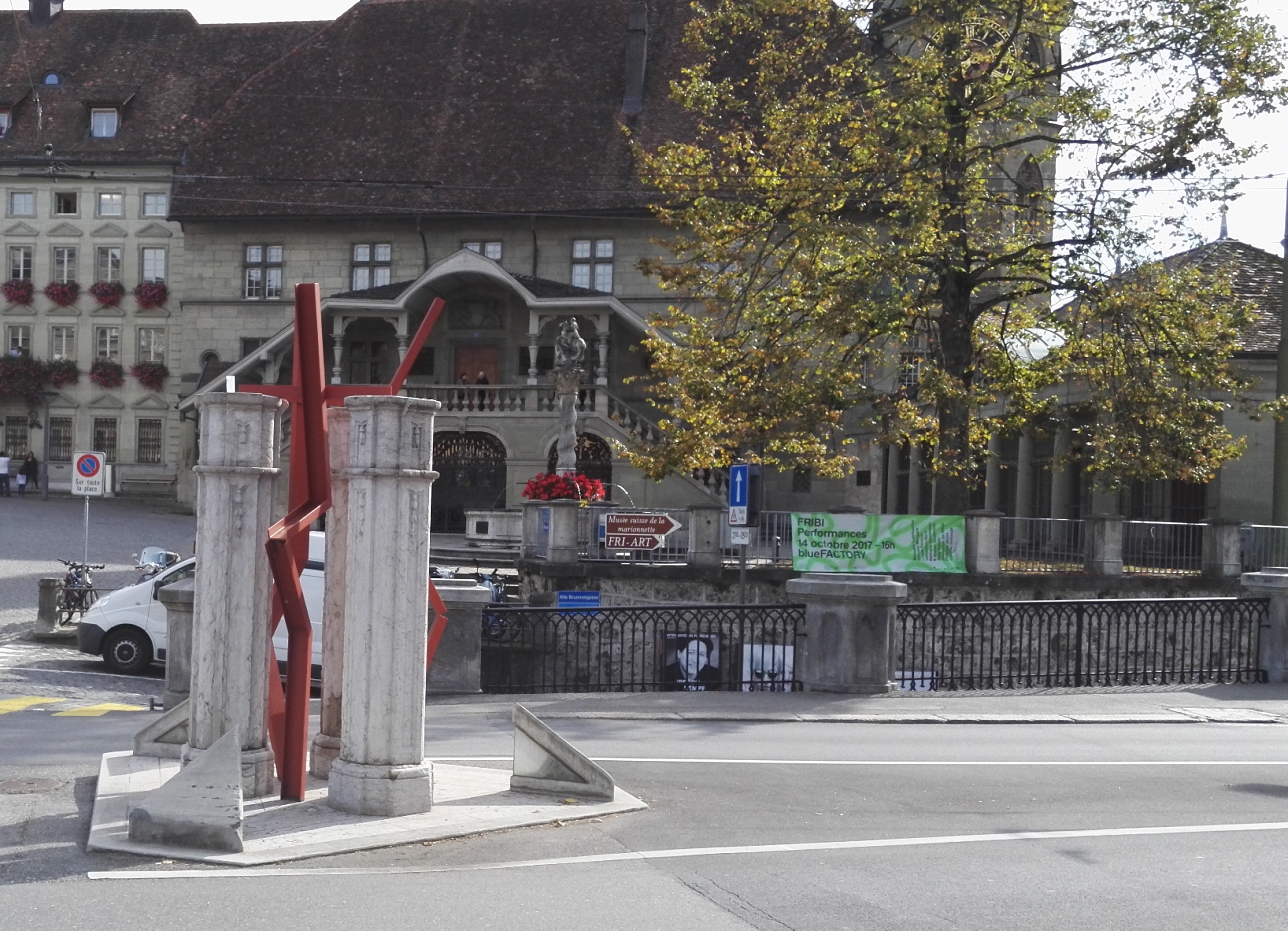
Monument signalant l'emplacement du tilleul historique, avec le tilleul actuel en arrière-plan (2017)

### Bouturage du Tilleul de Morat
Un tilleul planté en 1470 en bas de la route des Alpes à Fribourg est associé à une légende, née au  XVIIIe siècle, qui prétend qu'il a pour origine le rameau que portait à la main un soldat accouru de Morat annoncer la victoire des confédérés sur Charles le Téméraire le 22 juin 1476, ce qui bien sûr est faux, puisque cet arbre est antérieur de 6 ans à cette bataille. 
En 1974, l'arbre mythique est à l'agonie, mais comme la population y est très attachée, le jardin botanique et l'institut de botanique de l'Université reçoivent 3 boutures issues du viel arbre, avec mission de les faire reprendre pour obtenir une copie à l'identique du vieux tilleul. Dix ans plus tard, de jeunes arbres génétiquement identiques au tilleul d'origine sont prêts, et l'un d'eux est planté le 15 avril 1984, au cours d'une cérémonie officielle, sur la place de l'Hôtel de ville, près de la fontaine St Georges, à quelques mètres seulement de l'emplacement du tilleul d'origine. À cette occasion, on enterre également, à l'intention des générations futures, un coffret renfermant l'histoire du tilleul, ainsi que la description des procédures ayant permis son bouturage. Il ne reste aujourd'hui de l'ancien tilleul qu'un monument constitué de 3 colonnes de pierre de 1756 et de poutrelles métalliques sur lesquelles reposaient ses branches. Le 01.11.89, une autre bouture de l'ancien tilleul est plantée à Morat. 
Une course annuelle, le Morat-Fribourg, commémore cette légende

### Sauvegarde d'espèces indigènes menacées
Comme tous les autres jardins botaniques, celui de Fribourg est aussi engagé dans la conservation des plantes menacées d'extinction en Suisse. Les actions menées se font par cultures et multiplications ex situ, suivies d'une replantation dans le biotope d'origine, éventuellement après correction d'éventuels facteurs défavorables au développement de la plante, lorsqu'ils ont pu être identifiés. Ce sont des actions de ce type qui ont été réalisées pour prévenir l'extinction de Baldellia ranunculoides ou encore Nuphar pumila.

### Projet Zelkova
Depuis 2010, le jardin botanique a initié, de concert avec le Musée d'histoire naturelle de Fribourg et le Botanic Gardens Conservation International (BGCI, Royaume-Uni) un projet interdisciplinaire qui a pour but l'étude et la sauvegarde d'espèces d'arbres reliques menacées, en particulier celles du genre Zelkova (Ulmacées). Le projet a établi depuis des collaborations avec des scientifiques dans une dizaine de pays.

## Association de soutien
L'Association des Amis du Jardin botanique, créée en 1968, est une association bilingue d'environ 500 membres, tous bénévoles. Elle a pour rôle d'épauler le jardin botanique dans ses travaux de rénovations et de développements, et se charge de sa surveillance durant les week-ends et jours fériés. Son financement se fait par les cotisations et les dons de ses membres.  
Les manifestations et cours sont organisés tour à tour en français et en allemand, et affichés à l'avance sur des panneaux à l'intérieur du Jardin. Ils se déroulent souvent dans le Pavillon vert, qui sert également de salle d'exposition pour des artistes produisant des œuvres en rapport avec la nature. La formation des membres de l'association est complétée par des excursions botaniques organisées chaque année. 